# 邓玉华
邓玉华（1942年—），女，北京人，中国女高音歌唱家，一级演员，曾任中国煤矿文工团副团长。其首唱歌曲有《情深谊长》、《毛主席的话儿记心上》、《毛主席来到咱农庄》、《毛主席是咱社里人》、《映山红》。